# Дитрих V/VII (Клеве)
Дитрих V/VII (на немски: Dietrich V/VII; на нидерландски: Diederik VII (V) van Kleef, * ок. 1226, † 1275) е граф на Клеве от 1260 до 1275 г.
Той е най-възрастният син на граф Дитрих IV/VI (1185 – 1260) и втората му съпруга Хедвиг фон Майсен († 1249), дъщеря на маркграф Дитрих от Майсен от род Ветини и на Юта Тюрингска, дъщеря на ландграф Херман I от Тюрингия.
Първоначално той не е предвиден за графската служба, но след ранната смърт на по-големия му полубрат Дитрих primogenitus († 1245) той става граф на Клеве. От 1255 г. той управлява самостоятелно Хюлхрат и южните части на графство Клеве, докато през 1260 г. той наследява баща си. От 1255 г. той е женен за Алайдис от Хайнсберг, която му донася в брака големи собствености (Хюлхрат и Зафенбург). Дитрих V/VII има конфликти с по-малкия му брат Дитрих Луф, който не успява да се задържи като граф на Саарбрюкен.
Дитрих V/VII дава градски права на Динслакен, Орсой, Бюдерих и вероятно и на Хуисен и Краненбург. След смъртта му той е погребан вероятно в манастирската църква на Бедбург.

## Семейство и деца
Дитрих се жени през 1255 г. за Аделхайд (Алайдис) фон Хайнсберг († ок. 1303), дъщеря на граф Хайнрих I фон Хайнсберг († 1259) от рейнските Спанхайми и на Агнес фон Клеве-Хайнсберг († 1267), дъщеря на граф Дитрих I фон Фалкенбург и Хайнсберг († 1228) и на Изабела (Изолда или Изалда, † 1221), дъщеря на херцог Хайнрих III от Лимбург. Той е баща на:
- Мехтилд († 21 декември 1309), от 1275 г. омъжена за ландграф Хайнрих I от Хесен (1244-1308)
- Дитрих (1258-), пробст в Ксантен
- Дитрих VI/VIII (* 1256/1257, † 4 октомври 1305), граф на Клеве
- Дитрих Луф II (* 1260, † 1309), граф на Хюлхрат, женен от 1282 г. за Адехайд от Гелдерн (1265-1285), след това 1286 г. за Лиза от Кесел († 6 септември 1304)
- Агнес († 1312), от 1309 г. монахиня в Бедбург
- Ирмгард († 1319), омъжена за Конрад I фон Зафенбург, и след това за граф Вилхелм I от Берг († 1308) (Дом Лимбург)